# Vodafone 903T

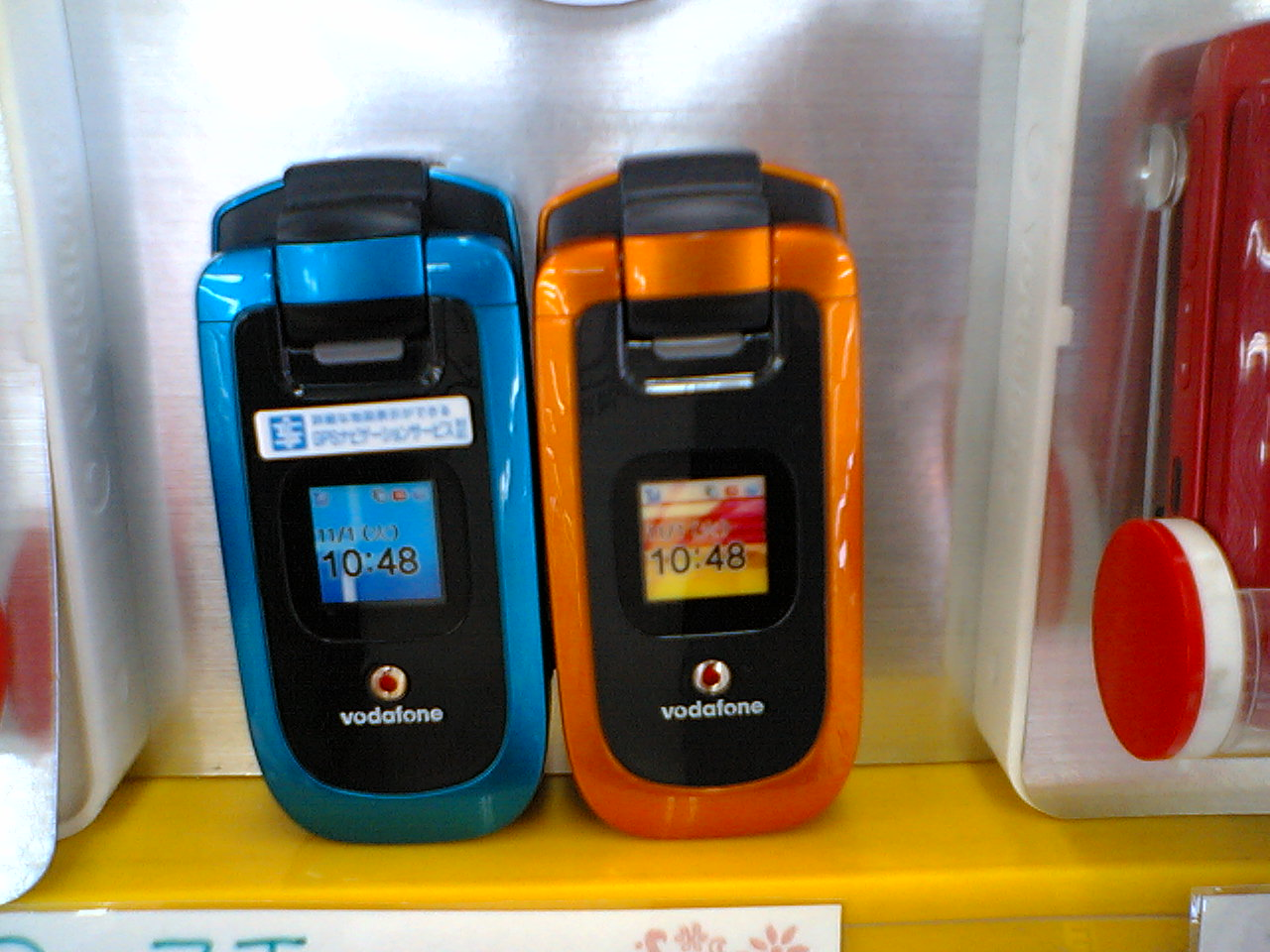
Vodafone 903T

Vodafone 903T（ボーダフォン 903T）は、東芝が開発した、ボーダフォン日本法人（現ソフトバンクモバイル）のVodafone 3G（現SoftBank 3G）（W-CDMA方式）及びGSM方式の携帯電話である。902TにGPS機能を追加したマイナーチェンジ版になる。
2005年9月7日にボーダフォンよりプレスリリース、2005年10月13日より発売開始した。TTF通過は、2005年4月19日。

## 対応サービス
| 主な対応サービス   | 主な対応サービス | 主な対応サービス | 主な対応サービス |
| ------------------ | ---------------- | ---------------- | ---------------- |
| サークルトーク     | ホットステータス | Yahoo!mocoa      | S!ループ         |
| S!タウン           | ライブモニター   | S!CAST           | S!FeliCa         |
| S!ケータイ動画     | PCサイトブラウザ | 電子コミック     | S!アプリ         |
| 着うたフル／着うた | アレンジメール   | S!アドレスブック | 3Gお天気アイコン |
| レコメール         | TVコール         | 国際ローミング   | S!GPSナビ        |

## 特徴
Vodafone 3G（現SoftBank 3G）で初めてGPSによるナビゲーションシステムに対応した端末である。この端末はGPSを搭載し、日本国外（一部地域）においてもGPSナビを利用できるところを売りにしている。開発／製造は東芝が担当している。この端末は日本ではソフトバンクモバイル（旧ボーダフォン）の3Gサービス網(W-CDMA方式)を使用する。日本国外ではボーダフォンのサービスを提供する現地キャリアのサービス(W-CDMA/GSM)を使用して国際ローミングを行う。この端末はSIMカードを採用しているが、SIMロックが掛かっている為他キャリアのSIMカードを挿しても使用することは出来ない。
なお、本機種は日本において外部メモリにSDメモリーカードを採用した最後の機種となった。